# Onoz (Jemeppe-sur-Sambre)
Onoz (wa. Ôno) – dzielnica (section) gminy Jemeppe-sur-Sambre w Belgii, w Regionie Walońskim, w prowincji Namur, w okręgu Namur. 1 stycznia 2020 roku liczyła 314 mieszkańców. Do 31 grudnia 1976 r. samodzielna gmina. 

## Demografia
Liczba mieszkańców, stan na 1 stycznia:
| Rok                | 1930 | 1947 | 1961 | 2020 |
| ------------------ | ---- | ---- | ---- | ---- |
| Liczba mieszkańców | 264  | 260  | 340  | 314  |